# Cotesia affinis
Cotesia affinis är en stekelart som först beskrevs av Christian Gottfried Daniel Nees von Esenbeck 1834.  Cotesia affinis ingår i släktet Cotesia och familjen bracksteklar. Arten är reproducerande i Sverige. Inga underarter finns listade i Catalogue of Life.